# Château de Schönfeld
Le château de Schönfeld (Schloss Schönfeld) est un château néo-Renaissance situé à Schönfeld en Saxe.

## Histoire

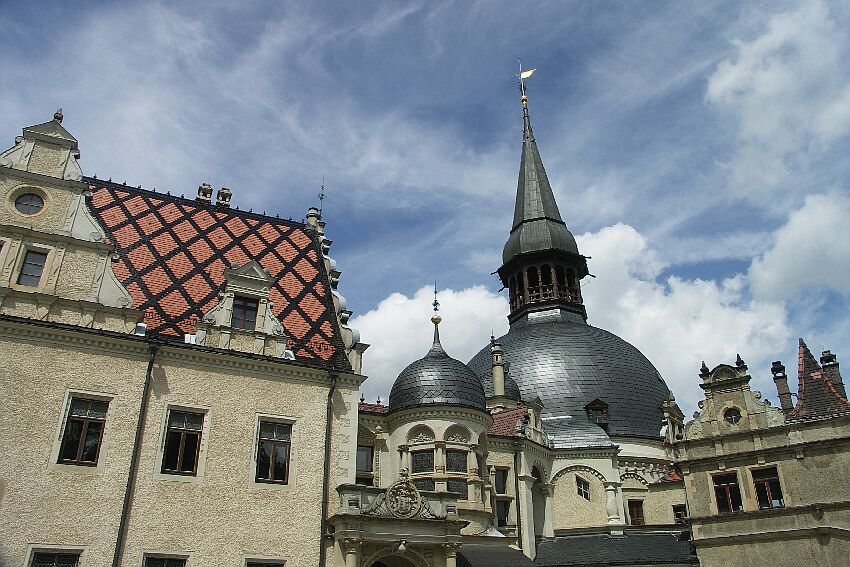
Toits du château de Schönfeld.

Un château fort entouré de douves (Wasserburg) se trouvait à cet emplacement au XIIIe siècle. Tammo de Sconevelt, plus tard orthographié Schönfeld, est alors protecteur de l'abbaye d'Altzelle et il obtient le village, les bénéfices de l'église et les terres de Zadel. La famille a déjà de nombreux villages en 1309, et se distingue comme l'une des familles les plus puissantes de Saxe. Jan de Schonfeld est le dernier seigneur du domaine entier au XVe siècle. Celui-ci est divisé en deux en 1421 entre le domaine neuf et le domaine ancien. Les Maltitz et les Miltitz, originaires du margraviat de Misnie en héritent. Puis le domaine neuf appartient en 1448 aux Titz von Honsberg, tandis que le domaine ancien passe au seigneur Ludold von der Sahla. Ce sont ses descendants qui construisent un nouveau château entre 1560 et 1580. Celui-ci en deux parties de style Renaissance est fort imposant. Trois cents ans plus tard, il est acquis par un chambellan de la cour de Saxe, Carl Friedrich von Erdmannsdorf qui avait épousé en 1765 Charlotte-Sophie von der Sahla. Il fait moderniser le château et détruire les trois tours et le pont d'accès en 1830. Trente ans plus tard, le domaine neuf et le domaine ancien sont réunis.
Le baron Karl Friedrich August Max Dathe von Burgk reçoit de son père le château en cadeau de mariage en 1882. Il fait alors appel à Gotthilf Ludwig Möckel pour reconstruire le château en style néo-Renaissance. Les bâtiments des communs et de l'exploitation agricole sont quant à eux construits en 1883. Max Bertram, paysagiste à la cour de Saxe, dessine un parc romantique de 6,4 hectares qui est aménagé entre 1889 et 1893. Les écuries avec un manège sont construites en 1900-1901.
Les barons von Burgk sont expropriés et chassés après la Seconde Guerre mondiale. Après une occupation d'un an, les soldats de l'Armée rouge laissent la place aux autorités locales et le château appartient au futur ministère de l'agriculture qui y installe en 1948 une école d'agriculture, avec internat. Il est restauré en 1965-1966.
Le château est restauré entre 1990 et 1994, avec d'autres travaux en 1997-1998. Il appartient maintenant à la commune de Schönfeld. Les salles (dont la salle de bal) peuvent être louées pour divers événements ou cérémonies. Des représentations théâtrales, des concerts s'y tiennent. Un restaurant gastronomique est ouvert au château.

## Source
- (de) Cet article est partiellement ou en totalité issu de l’article de Wikipédia en allemand intitulé « Schloss Schönfeld (Schönfeld) » (voir la liste des auteurs).